# Rangemelés
Névváltozatok: emel 1526: 'ranggal, méltósággal kitüntet'(TESz. I. 760.) [Érdy K. 561.]

Rövidítések:

A rangemelés az egyén vagy egy csoport rangjának és a hozzá kapcsolódó kiváltságoknak és előnyöknek a bővítése. A rangemelés mindig egy alacsonyabb rangból egy magasabba történő emelést jelent, mely a rangemelő megbecsülését fejezi ki a kedvezményezett iránt, de mindenképpen szükséges ehhez a beleegyezése, még akkor is, ha a rangemelésre mások sugallatára kerül sor. Ellenkezője a rang degradálása, a rangtól való megfosztás, mely a megvetést fejezi ki az adott személlyel szemben. A rangvesztés általában személyre szól és nem érinti az illető családjának többi tagját, tehát ha az egyént a nemesi címétől fosztják meg, a családját ez nem érinti. Rangvesztésre a nők esetében házasság útján is sor kerülhet, ha egy nemes nő nem nemes férjet választ vagy egy grófnő egy báróhoz megy férjhez, mivel ilyen esetben a férj rangja volt a meghatározó, mint a családfői rang tulajdonosáé. A hivatali rangok esetében hasonló ideiglenes vagy korlátozott rangvesztést jelent ha egy magasabb nemesi rangú személy a hivatalában egy alacsonyabb rangú személy beosztottja lesz. (Ha pl. a hadseregben a grófi címmel rendelkező hadnagy a nemesi címmel rendelkező őrnagy parancsnoksága alá kerül.)
Minden cím rangok szerint van besorolva. A báró magasabb rangú a nemesnél, de alacsonyabb rangú a grófnál. A püspök magasabb rangú az apátnál, de alacsonyabb rangú az érseknél, a király a császárnál. A rangokat a heraldikában előre meghatározott szimbólumokkal jelölik. Ilyen pl. a nemesi, bárói, a grófi stb. korona, az egyházi heraldikában a bojtok száma és a papi kalapok színe, a napóleoni heraldikában a pajzsfőre helyezett szimbólumok meghatározott formája a városok rang szerinti besorolására stb. Ez teszi láthatóvá a rangokat a külső szemlélő számára is, melyet egyébként nem tudna meghatározni. Ezért a rangjelölő címerek fontos szerepet kaptak a hanyatló heraldikában.
A rangemelés történhet ünnepélyes kiváltság és a rangba való beiktatás formájában vagy automatikusan, a születéssel (uralkodócsaládok), örökléssel (a rang birtokosának halála, pl. szeniorátusi öröklési rendben), illetve egy bizonyos életkor elérésével. (A felnőtt pl. jogilag és társadalmilag is 
magasabb rangú, mint a gyermek).